# Vajradhara
Vajradhara is de alleroudste verlichte boeddha of Adi-Boeddha volgens de gelug- en kagyüscholen in het Tibetaans boeddhisme. Vajradhara verving de bodhisattva Samantabhadra die niettemin wel als allereerste boeddha van oude school nyingma en de nieuwe school sakya is gebleven. Beide zijn echter equivalent. Het bereiken van de staat van vajradhara is synoniem met complete realisatie in het Tibetaans boeddhisme.